# Luís Cristino da Silva
Luís Ribeiro Carvalhosa Cristino da Silva ComSE • ComIH • ComIP (Santa Isabel, Lisboa, 21 de maio de 1896 — Lisboa, 31 de outubro de 1976) foi um arquiteto português.
Diplomado pela Escola de Belas Artes de Lisboa em 1919, estudou em Paris entre 1920 e 1925. Fixou-se depois em Lisboa, projetando alguns dos edifícios mais marcantes das décadas seguintes. "Ele foi o autor versátil de uma obra vasta e controversa" (apresentada numa exposição no Centro de Arte Moderna da Fundação Calouste Gulbenkian em 1998).
Cristino da Silva foi um dos pioneiros do movimento moderno na arquitetura portuguesa, juntamente com Pardal Monteiro, Cottinelli Telmo, Cassiano Branco, Carlos Ramos e Jorge Segurado.
Contribuiu depois, de forma decisiva, para a fixação dos padrões da arquitetura oficial do Estado Novo, assinando obras que marcaram essa alteração de sensibilidade. Teve importante contribuição para a Exposição do Mundo Português (1940); foi autor do emblemático conjunto urbano da Praça do Areeiro, Lisboa (1938-1943); a partir de 1948 foi arquiteto-chefe do projecto da Cidade Universitária de Coimbra.
Foi professor de Arquitetura na Escola Superior de Belas-Artes de Lisboa.

## Biografia / Obra

### Primeiros anos

Cineteatro Capitólio, maqueta da versão inicial

Luís Cristino da Silva nasceu a 21 de maio de 1896 na freguesia de Santa Isabel, em Lisboa, filho e neto de pintores: o avô foi o pintor romântico João Cristino da Silva (1820-1877); o pai foi o pintor João Ribeiro Cristino da Silva (1858-1948), professor e autor da obra Estética citadina. Era filho de João Ribeiro Cristino da Silva e de Maria Antónia Augusta de Almeida Carvalhosa e Silva, natural de Alenquer (freguesia de Aldeia Galega da Merceana).
Em 1919 formou-se em Arquitetura pela Escola de Belas-Artes de Lisboa. Nesse mesmo ano partiu para Roma, onde fez investigação arqueológica. Em 1920 obteve uma bolsa de estudo que lhe permitiu estudar em Paris (até 1925), na École des Beaux Arts, no ateliê de Léon Azéma e depois no de Victor Laloux (antigo mestre de Ventura Terra).
Após o regresso a Lisboa expôs na Sociedade Nacional de Belas Artes diversos projectos realizados durante a estadia em Paris, entre os quais uma «Bourse Maritime», de estrutura moderna e monumental que indicia já aspetos nucleares da sua obra futura; o acolhimento crítico favorável contribuiu para o arranque da sua carreira profissional. Ainda em 1925 projectou o edifício do Cineteatro Capitólio (1925-1931), caracterizado por uma "volumetria simples e fachada com decorações Art Déco", hoje considerado uma referência arquitetónica do primeiro modernismo português e que sofreu alterações profundas ao longo dos anos que desvirtuaram por completo o traçado de Cristino da Silva. Uma ampla obra de recuperação, realizada já no século XXI (Arq. Alberto Souza Oliveira) restituiu à obra a sua dignidade original, preservando a memória desse espaço emblemático.
A 31 de julho de 1930, casou civilmente em Lisboa com a polaca Frimeta Rosenfarb (Łódź, Polónia, c. 1902 – Cascais, 25 de agosto de 1997), doméstica, filha do comerciante polaco Shmuel Rosenfarb, e de sua mulher Ester Roza Markowicz, doméstica, ambos naturais de Łódź.
Num projeto posterior, para o Liceu de Beja (atual Escola Secundária Diogo de Gouveia), libertou-se da dimensão decorativa ainda vagamente presente no Capitólio, produzindo "uma obra de grande vigor e simplicidade em que os elementos essenciais da composição se constituem em volumes primários articulados entre si e a exploração expressiva dos elementos construtivos toma o lugar das decorações anteriores". Sem concessões ornamentais, de composição assimétrica, funcionalista, em Beja os grandes vãos marcam o desenho da estrutura de betão, "assumindo a relação independente entre planta e elevação".
Da sua fase inicial deve destacar-se ainda a proposta, não construída, para o prolongamento da Avenida da Liberdade, Lisboa (atual Parque Eduardo VII), "de proporções grandiosas e grande teatralidade, em divórcio completo com a escala e caráter da cidade", que apresentou na Exposição dos Independentes, SNBA, 1930.

### Maturidade

Pavilhão de Honra e de Lisboa, Exposição do Mundo Português, 1940

A partir do final da década de 1930 a arquitetura de Cristino da Silva altera-se. Irá desenvolver projectos diversificados, por vezes de grande envergadura e visibilidade, podendo destacar-se os seguintes: Pavilhão de Honra e de Lisboa,  Exposição do Mundo Português (1940); conjunto da Praça do Areeiro (1941-1960); filiais da Caixa Geral de Depósitos na Guarda, Castelo Branco e Leiria (1938-1943); traçado da Avenida António Augusto de Aguiar (1943); princípios orientadores para as novas edificações da Universidade de Coimbra (1949-1966); monumento evocativo a Duarte Pacheco, Loulé (1953); projectos do Palácio do Ultramar e da Zona Marginal de Belém (1953-1961) (não construídos).
Figura basilar do primeiro modernismo português, nas décadas de 1940 e 1950 afastou-se das opções iniciais, contribuindo para a configuração do formulário da arquitetura oficial do Estado-Novo. Em 1941 Cristino da Silva afirmava ter descoberto a verdadeira arquitetura moderna na apresentação da exposição sobre a arquitetura alemã dessa época, onde "se expunha a brutal monumentalidade da arquitetura nazi dos grandes parques, estádios olímpicos, alamedas e arcos triunfais, reafirmando o rigor atemporal da Arquitetura clássica monumentalizada numa perversa relação da arquitetura com o Poder". Iria tornar-se num dos mentores (a nível estético, gráfico e arquitetónico), do estilo monumental/tradicionalista, por vezes denominado "Português Suave", que a partir daí (e durante um período dilatado) dominou, em Portugal, a edificação pública e grande parte da privada.
Emblemáticos desta nova postura são a "talentosa colagem" que era o Pavilhão de Honra e de Lisboa da Exposição do Mundo Português – nas palavras de José Augusto França, "o melhor edifício da exposição, e talvez a melhor obra da maturidade de Cristino da Silva"  –, e o conjunto da Praça do Areeiro (Praça Francisco Sá Carneiro), Lisboa. Com o seu caráter "historicista-monumental", o Areeiro evoca "temas urbanos da contemporânea Berlim Nazi ou da Espanha Franquista (eixo simétrico e monumental da composição, galeria térreas com arcadas em pedra), em articulação com temas nacionais, como as coberturas em coruchéu piramidal".
Para a Universidade de Coimbra, projeto típico do Estado-Novo – que implicou a destruição de uma vasta área da Alta de Coimbra, "com as suas antigas ruas e edifícios de valor histórico e artístico" –, "Cristino teve papel importante de continuador dos projetos de Cotinelli Telmo, por falecimento deste em 1948", dando continuidade às grandes opções a nível do planeamento urbanístico e impondo a "estética totalitária", grandiosa, dos edifícios.
Em 1933 venceu o concurso para professor de Arquitetura na Escola de Belas-Artes de Lisboa, tendo lecionado essa cadeira do curso de Arquitetura (desde o 2º ano até ao fim do curso), a sucessivas gerações de estudantes 
Recebeu a Medalha de Honra da Sociedade Nacional de Belas Artes (1943), o Prémio Valmor e o Prémio Municipal de Arquitectura (1944), o Prémio Nacional de Arte do Secretariado Nacional de Informação (1961). A 4 de Março de 1941 foi feito Comendador da Ordem Militar de Sant'Iago da Espada, a 30 de Setembro de 1957 foi feito Comendador da Ordem da Instrução Pública e a 19 de Julho de 1961 foi feito Comendador da Ordem do Infante D. Henrique.
Morreu em Lisboa a 31 de outubro de 1976.
Em sua homenagem foi dado o seu nome à Rua Luís Cristino da Silva, em Marvila, Lisboa.

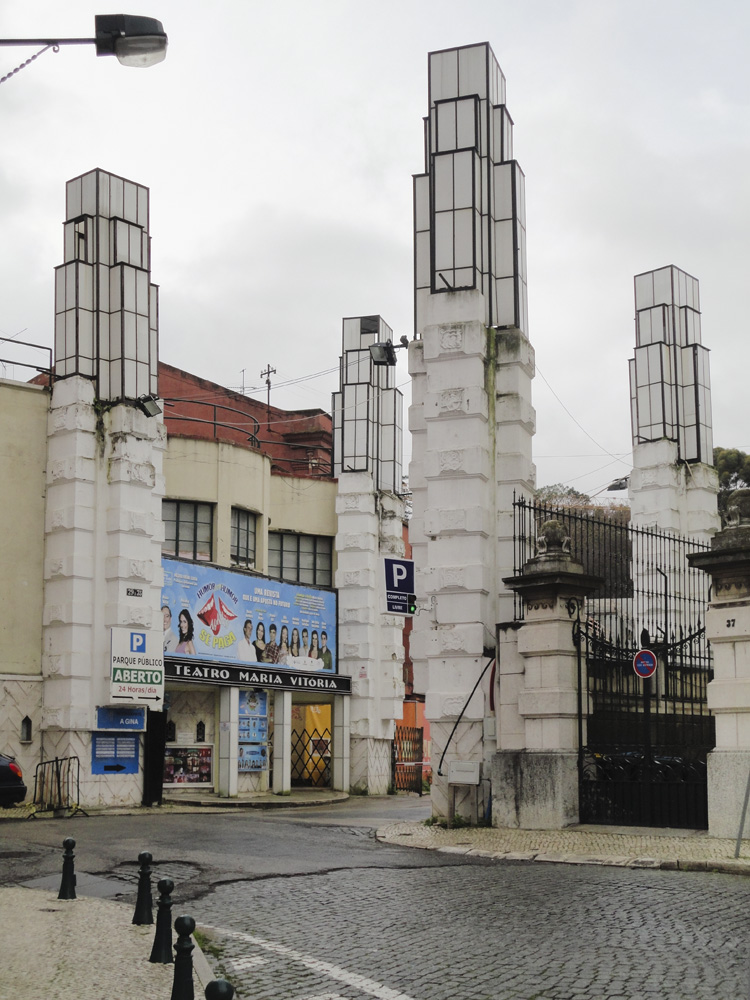
Entrada do Parque Mayer
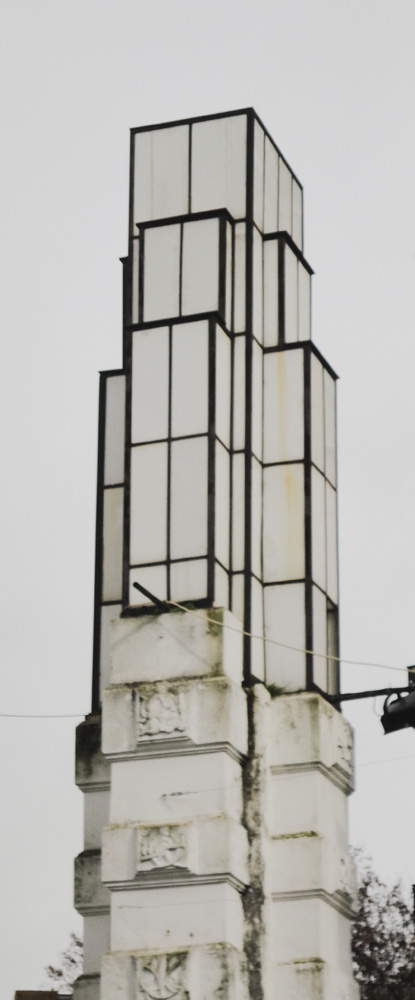
Entrada do Parque Mayer
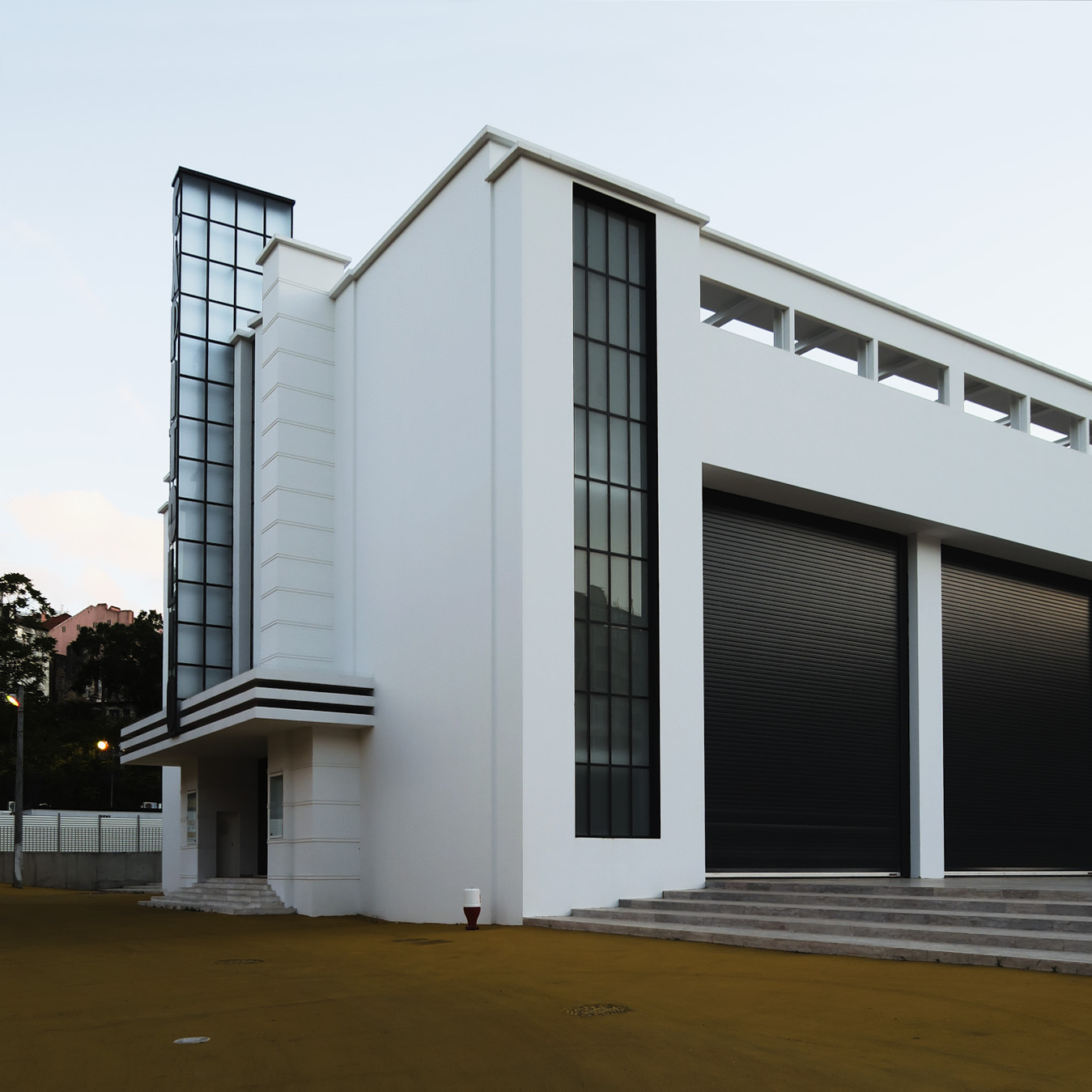
Cineteatro Capitólio
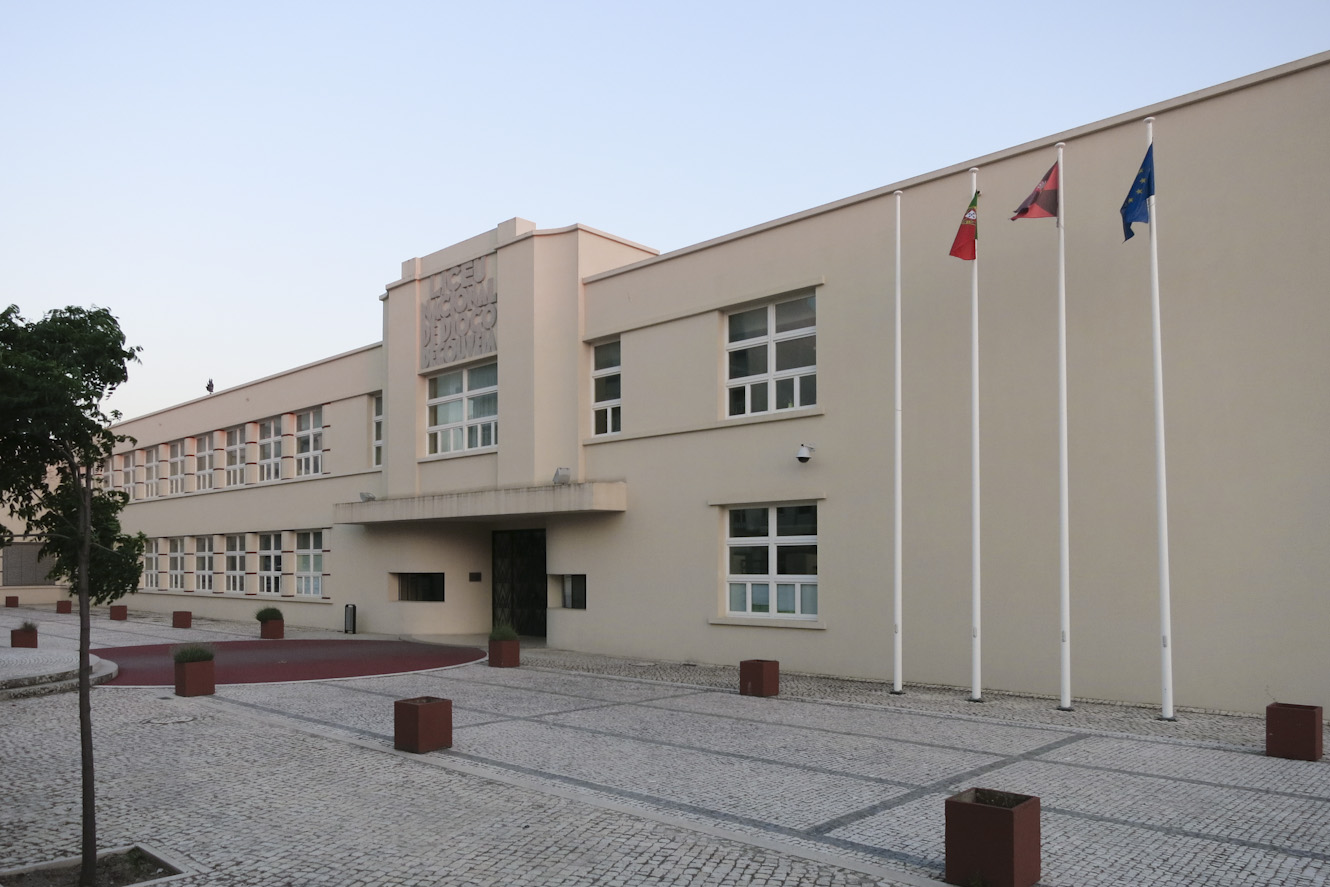
Liceu Nacional de Diogo de Gouveia
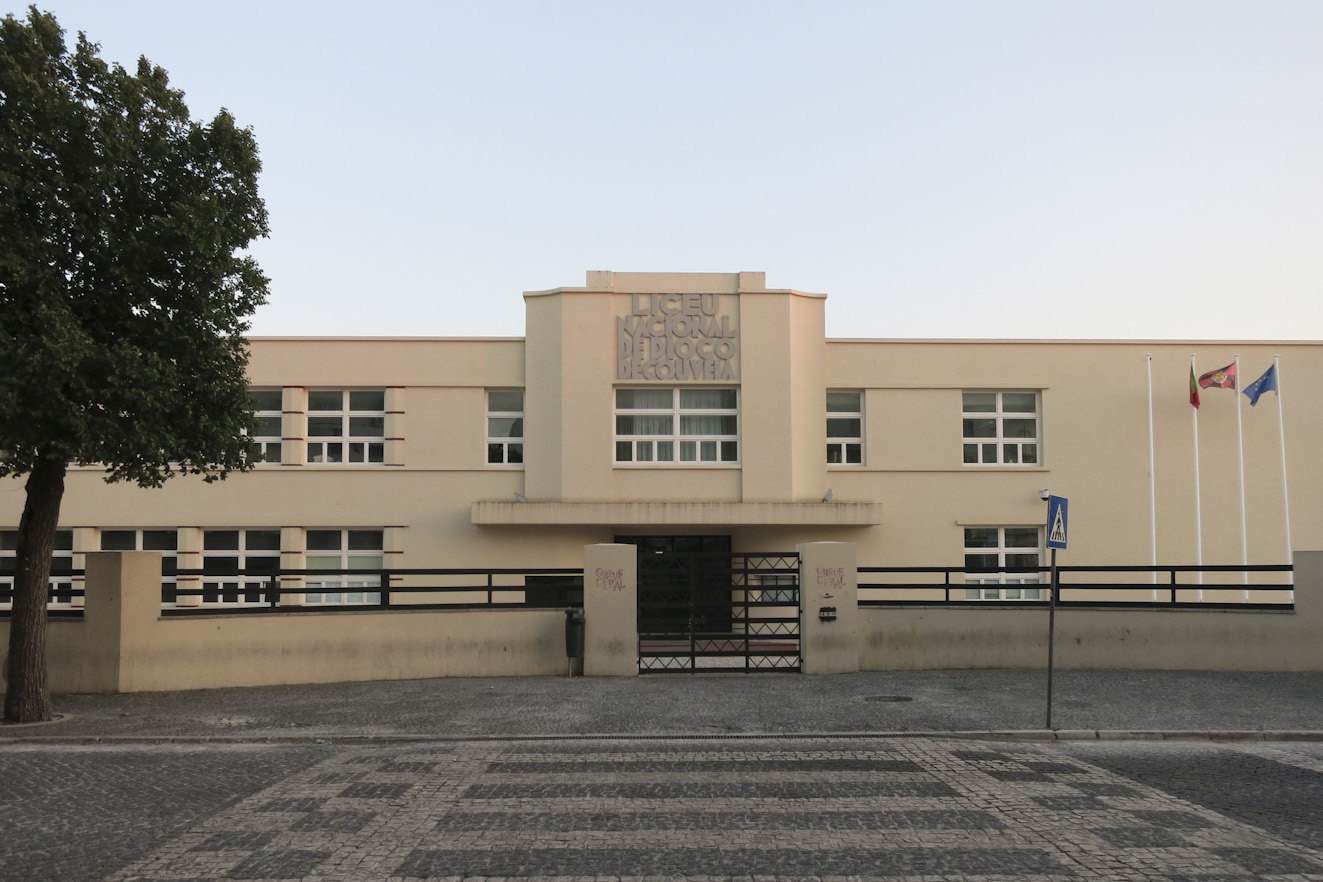
Liceu Nacional de Diogo de Gouveia
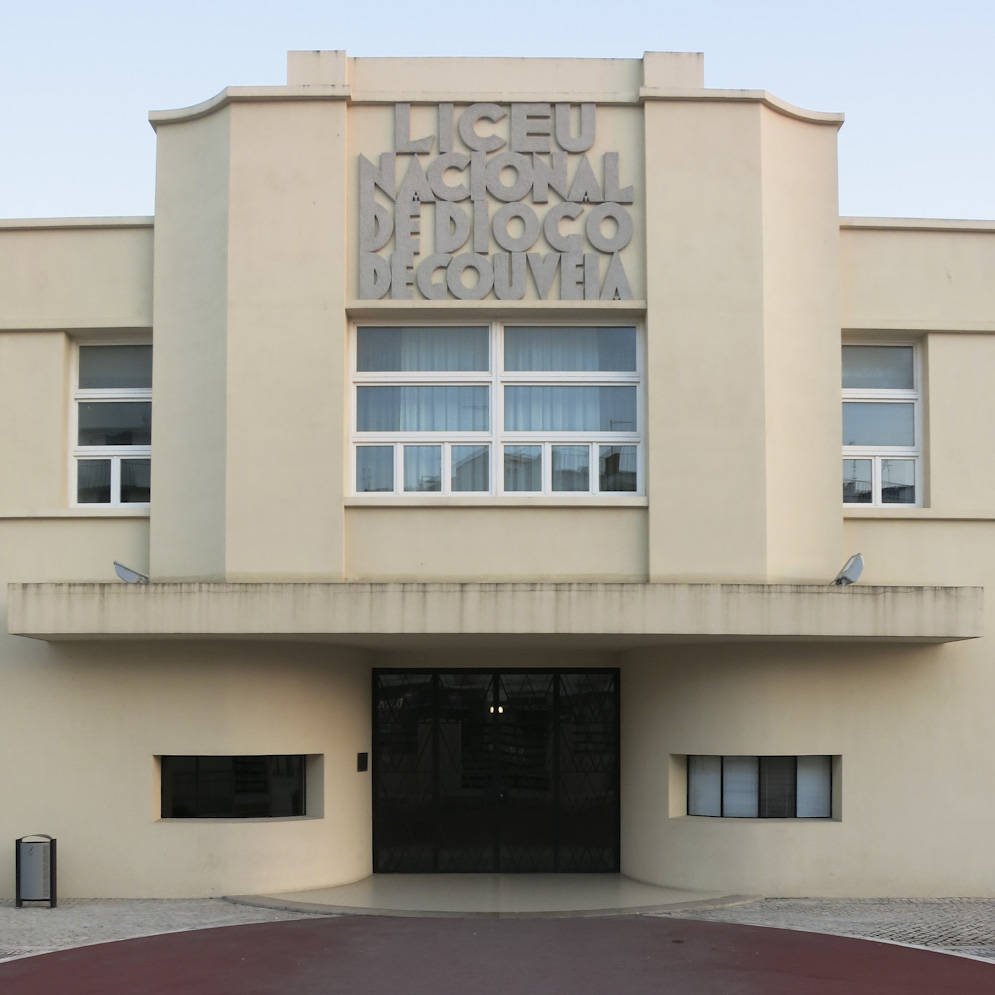
Liceu Nacional de Diogo de Gouveia
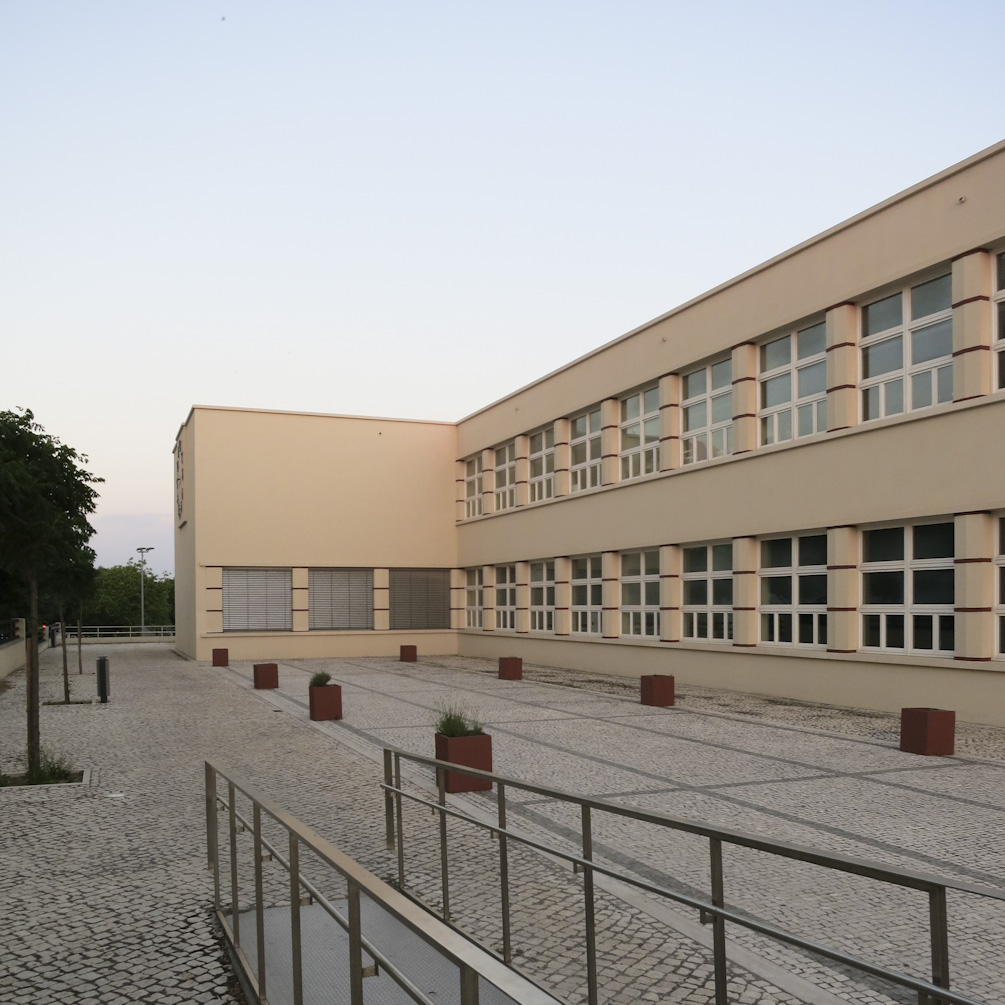
Liceu Nacional de Diogo de Gouveia

## Alguns projectos e obras
- 1929 – Cine-teatro Capitólio (construção 1930-36).[21]
- 1931 – Entrada do Parque Mayer, Lisboa.
- 1933 – Vivenda Florida, Fundão.[21]
- 1934 – Liceu Nacional de Diogo de Gouveia, Beja (atual Escola Secundária Diogo de Gouveia, Beja).[21]
- 1938-1943 – Filiais da Caixa Geral de Depósitos, Guarda, Castelo Branco, Leiria.[22]
- 1940 – Pavilhão de Honra e Pavilhão de Lisboa na Exposição do Mundo Português.[22]
- 1941-1960 – Praça do Areeiro (actual Praça Francisco Sá Carneiro),  Lisboa.[22]
- 1944 – Moradia na Avenida Pedro Álvares Cabral, n.º 67, Lisboa – Prémio Valmor.
- 1945-76 – Edifício de serviços, Praça dos Restauradores (ângulo sudeste), Lisboa.[22]
- 1949-1966 – Arquiteto-chefe da Cidade Universitária de Coimbra.
- 1953 – Monumento evocativo a Duarte Pacheco, Loulé (com Leopoldo de Almeida).[22]
- Plano de Urbanização de Nova Oeiras.

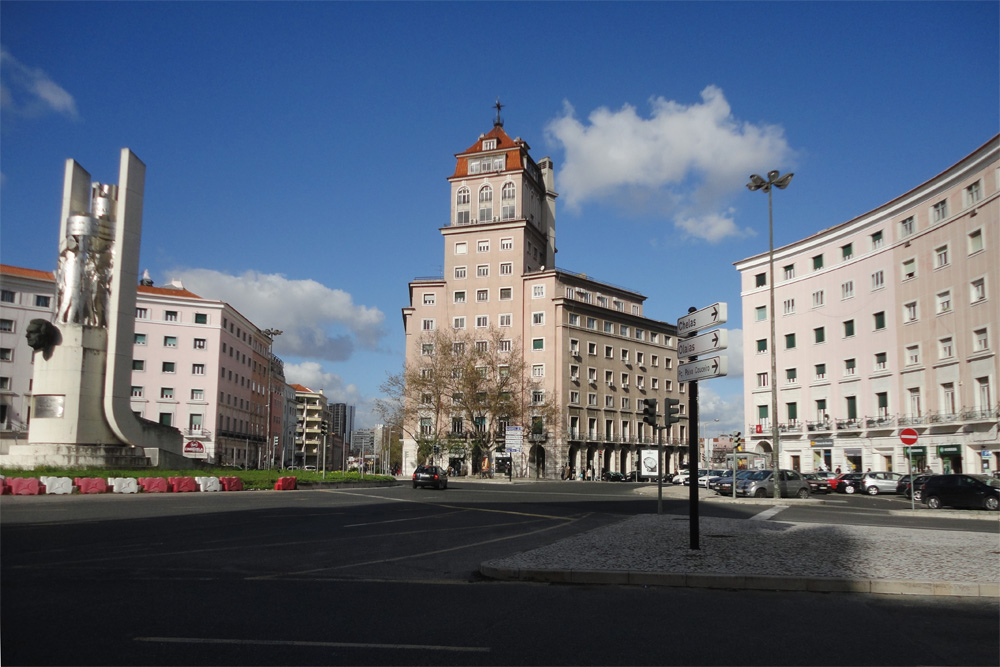
Praça do Areeiro (F. Sá Carneiro)
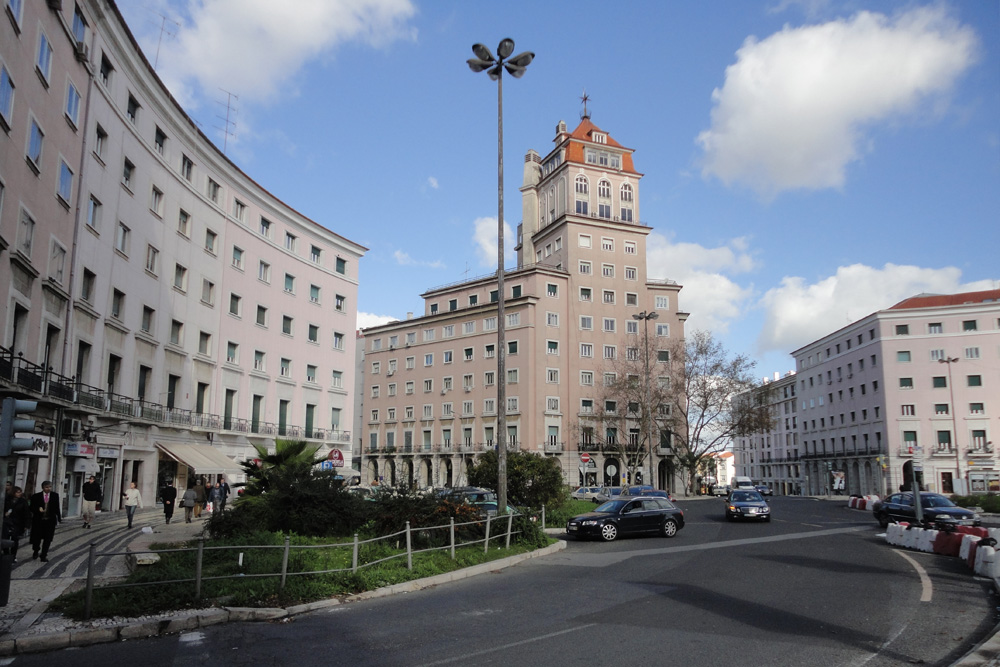
Praça do Areeiro (F. Sá Carneiro)
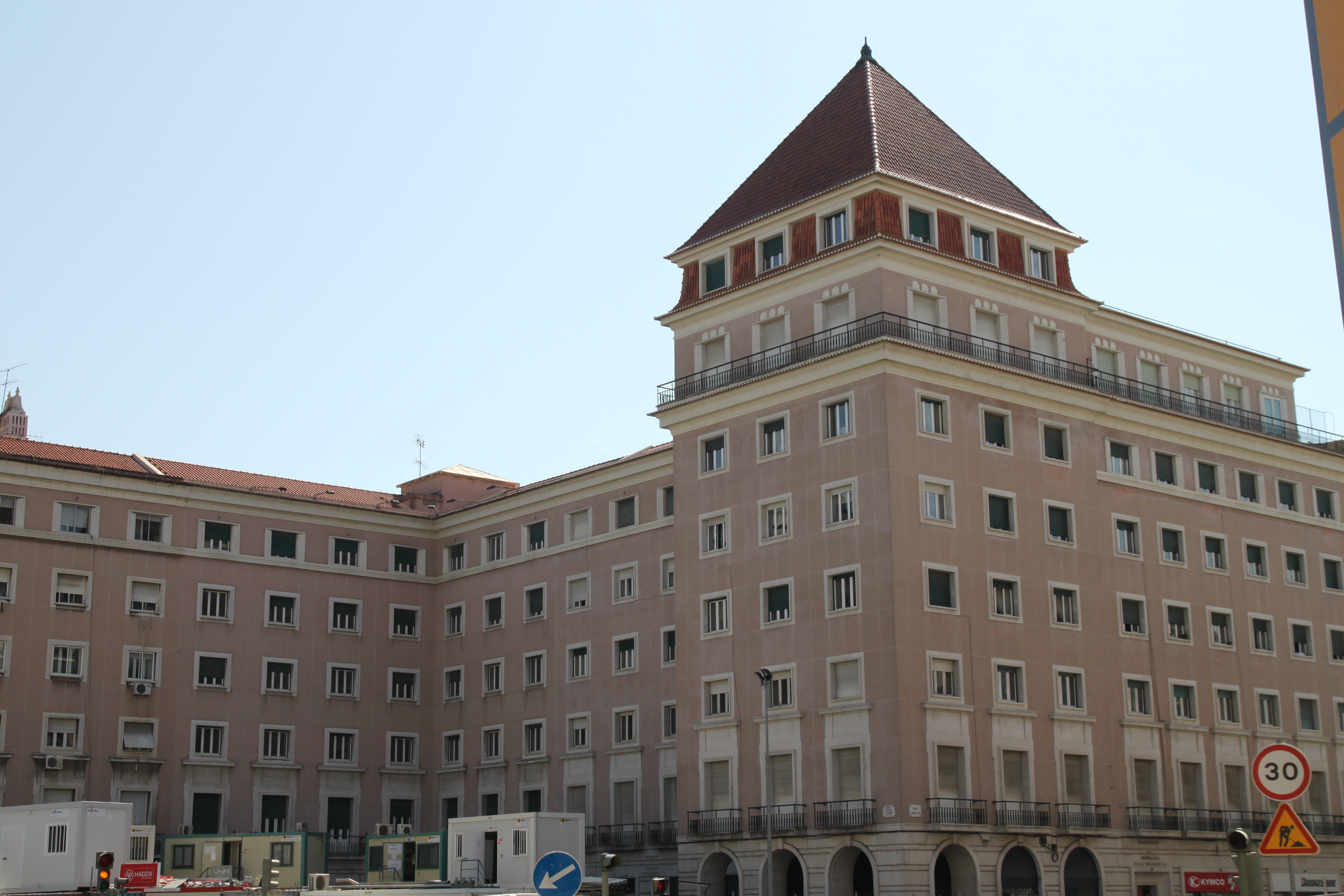
Praça do Areeiro (F. Sá Carneiro)
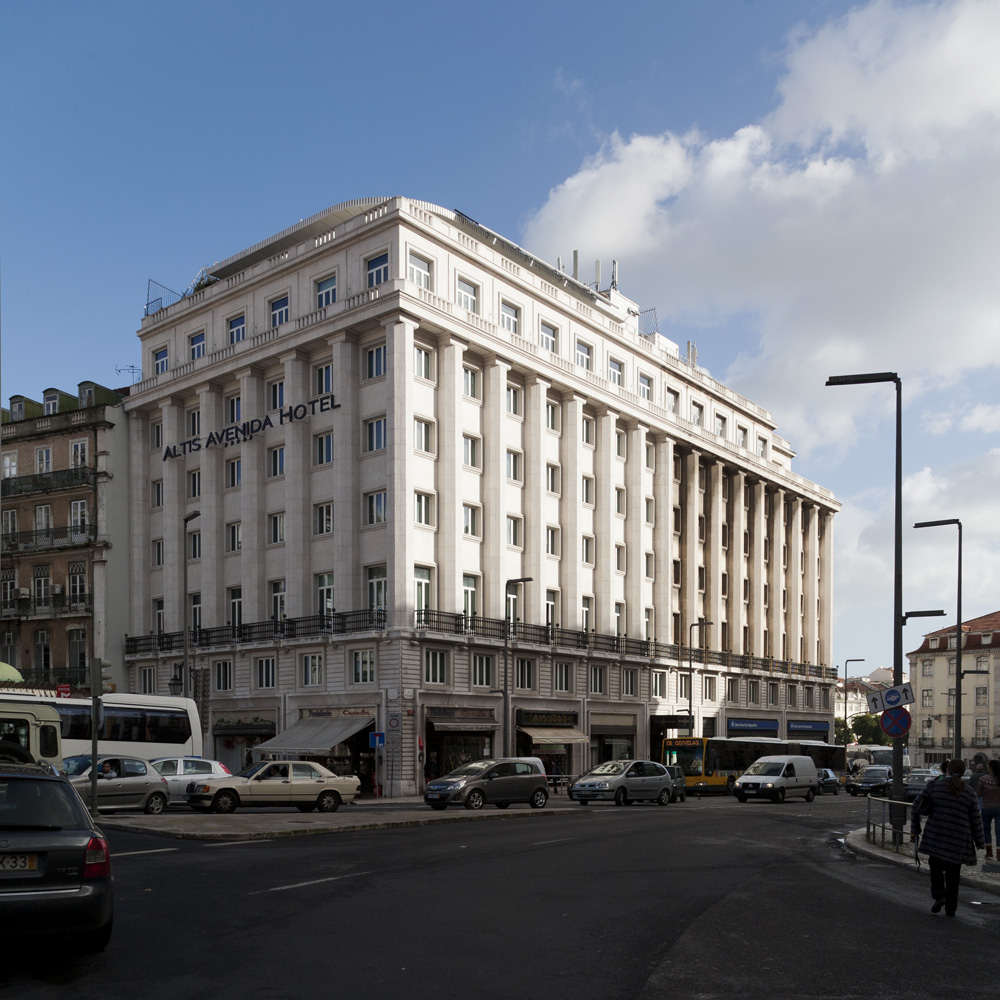
Edifício na Praça dos Restauradores
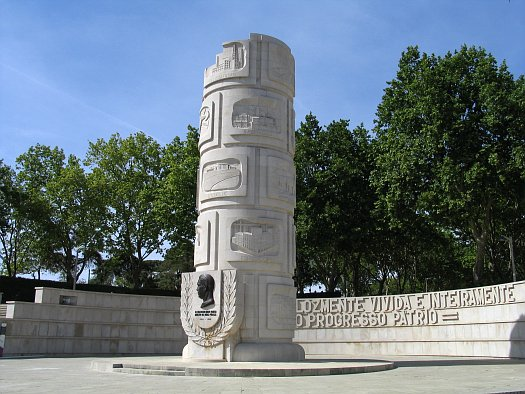
Monumento a Duarte Pacheco, Loulé